# Mimosa onilahensis
Mimosa onilahensis är en ärtväxtart som beskrevs av René Viguier. Mimosa onilahensis ingår i släktet mimosor, och familjen ärtväxter. Inga underarter finns listade i Catalogue of Life.